# アンドレアス・カツーラス
アンドレアス・カツーラス（Andreas Katsulas, 1946年5月18日 - 2006年2月13日）は、アメリカ合衆国の俳優。ミズーリ州セントルイス出身。

## 来歴
1993年から5年間に渡ってパイロット版とシリーズ110話、その他長編スペシャルが複数話放映された、ワーナー・ブラザースの大作宇宙SFテレビドラマ『バビロン5』では、シリーズを通して、メインキャストとしてナーン星人のジ・カー大使役を演じた。この役は、頭から特殊メイクの仮面をスッポリ被り、赤いトカゲ目風のコンタクトレンズを装用しての演技だったが、創作・製作総指揮のJ・マイケル・ストラジンスキーによると、アンドレアスは特殊メイクを付けっ放しでも平気で、休憩時間にもナーン星人メイクのままでいた。
ほか、劇場映画では、ハリソン・フォード主演により映画化された『逃亡者』で義手の男サイクスを演じた。
終生喫煙者だった彼は2006年2月13日、肺癌で亡くなった。59歳だった。
なお、日本では、名字についてカタカナで「カツラス」「カッツラス」「カトスラス」等、数種類の表記が見られる。

## 出演作品

### 映画
| 公開年 | 邦題 原題 | 役名                   | 備考              |
| ------ | --- | ---------------------- | ----------------- |
| 1979   | セリ・ノワール Série noire                                                                                     | アンドレアス・タカデス |                   |
| 1979   | ミロのヴィーナス大混乱! Milo-Milo                                                                              | ニコロス               |                   |
| 1981   | ラグタイム Ragtime                                                                                             | 警察官3                |                   |
| 1987   | 誰かに見られてる Someone to Watch Over Me                                                                      | ジョーイ・ヴェンザ     |                   |
| 1988   | スカイ・チェイサー Steal the Sky                                                                               | ゲマイエル大佐         | テレビ映画        |
| 1989   | コミュニオン 遭遇 Communion                                                                                    | アレックス             |                   |
| 1989   | パトリック・スウェイジ/復讐は我が胸に Next of Kin                                                              | ジョン・イザベラ       |                   |
| 1990   | 超人ハルク/最後の闘い The Death of the Incredible Hulk                                                         | カシャ                 | テレビ映画        |
| 1992   | ベルボーイ狂騒曲/ベニスで死にそ〜 Blame It on the Bellboy                                                      | スカルパ               |                   |
| 1993   | バビロン5/CGスペース・アドベンチャー Babylon 5: The Gathering                                                  | ジ・カー               | テレビ映画        |
| 1993   | ホット・ショット2 Hot Shots! Part Deux                                                                         | ラフシャード           | クレジットなし    |
| 1993   | 逃亡者 The Fugitive                                                                                            | フレデリック・サイクス |                   |
| 1993   | ニューヨークUコップ New York Cop                                                                               | フェラーラ             | 東映Vアメリカ作品 |
| 1994   | ペインテッド・デザート Painted Desert                                                                          | フランコ・ヴィターリ   |                   |
| 1996   | エグゼクティブ・デシジョン Executive Decision                                                                  | エル・セイド・ジャファ |                   |
| 1997   | ワールド・トレードセンター爆破事件の真相 Path to Paradise: The Untold Story of the World Trade Center Bombing. |                        | テレビ映画        |
| 1998   | バビロン5 誕生 Babylon 5: In the Beginning                                                                     | ジ・カー               |                   |
| 2002   | バビロン5 次なる非常事態 Babylon 5: The Legend of the Rangers: To Live and Die in Starlight                    | ジ・カー               |                   |

### テレビドラマ
| 放映年    | 邦題 原題                                         | 役名                         | 備考                           |
| --------- | ------------------------------------------------- | ---------------------------- | ------------------------------ |
| 1987-1988 | マックス・ヘッドルーム Max Headroom               | バートレット                 | 3エピソードに出演              |
| 1988      | ヒューストン・ナイツ Houston Knights              |                              | エピソード“Cajun Spice”        |
| 1989      | エイリアン・ネイション Alien Nation               | コウラック                   | エピソード“The Game”           |
| 1989-1994 | 新スター・トレック Star Trek: The Next Generation | ロミュラン人のトモロク司令官 | 4エピソードに出演              |
| 1990      | ジェシカおばさんの事件簿 Murder, She Wrote        | ジェリー・パッパス           | エピソード“A Killing in Vegas” |
| 1993-1998 | バビロン5 Babylon 5                               | ナーン星のジ・カー大使       | 110エピソードに出演            |

## 参照
1. ↑  “もういい加減にして…次々とキャスト亡くなる　「バビロン5」ドイルさんの死因判明”. シネマトゥデイ. (2016年9月4日) 2024年3月5日閲覧。
2. ↑  『バビロン5』DVDの特典映像

## 関連事項
- バビロン5
- ジ・カー大使（英語版）